# Pierre Gasly
Pierre Jean-Jacques Gasly (Rouen, 7 febbraio 1996) è un pilota automobilistico francese, attivo in Formula 1 con l'Alpine.

## Biografia
Pierre Gasly è nato il 7 febbraio 1996 a Rouen, in Francia da Jean-Jacques Gasly e madre Pascale. Gasly è il più giovane di cinque fratelli e ha quattro fratellastri: due materni dal precedente matrimonio di sua madre e due paterni dal precedente matrimonio di suo padre. 
Il 18 marzo 2024 è diventato il terzo socio proprietario dell'FC Versailles.

## Carriera

### Kart
Gasly iniziò a correre con i kart nel 2006, quando chiuse 15º nel campionato francese Minime, prima di chiudere 4º nell'anno successivo. Nel 2008 passò al campionato francese Cadet, prima di spostarsi sulla scena internazionale nel 2009. Si spostò nella categoria KF3, restandovi sino alla fine del 2010, quando concluse 2º nel campionato europeo CIK-FIA.

### Formula Renault 3.5 Series

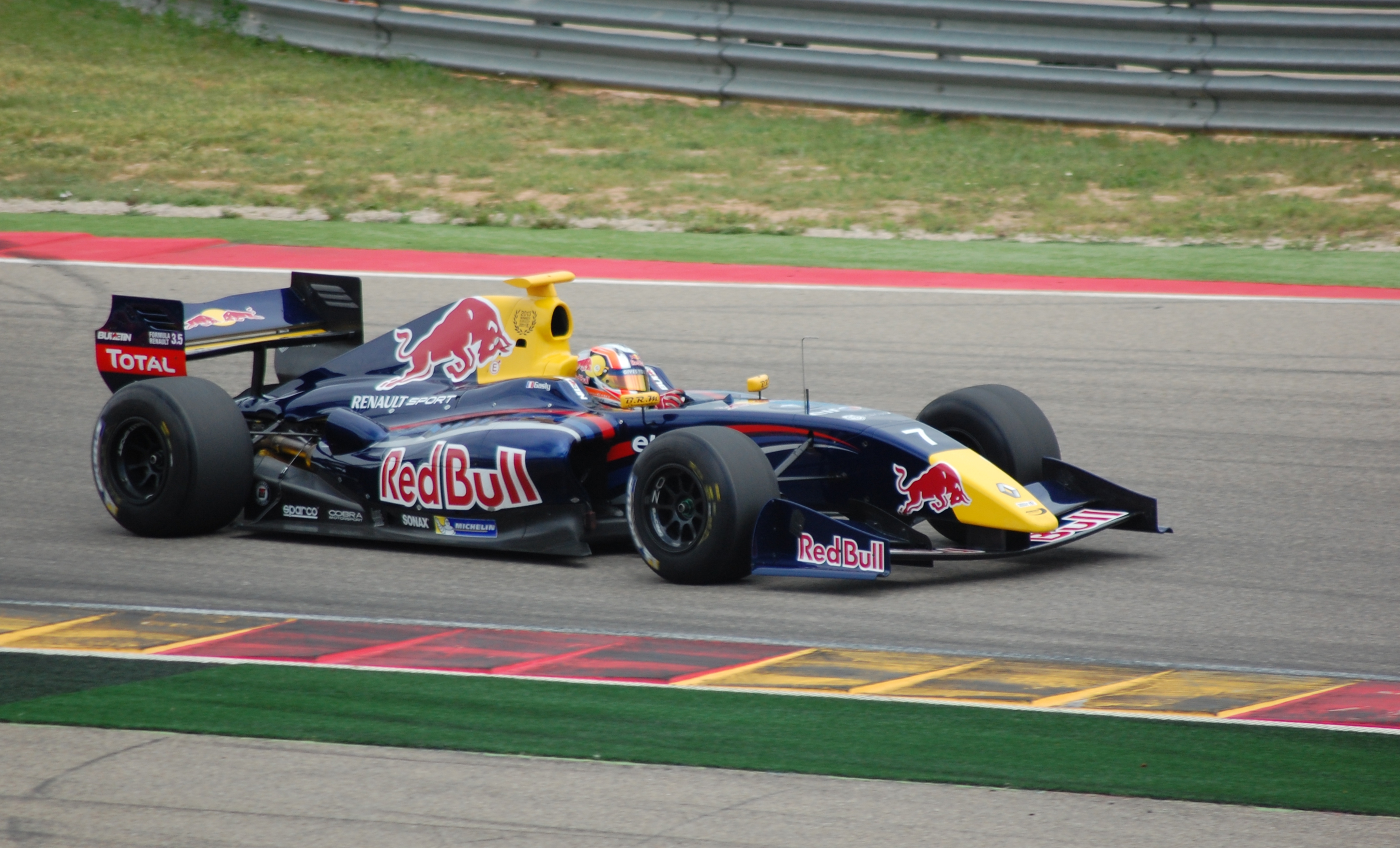
Pierre Gasly a Motorland Aragón nel 2014.

Nel 2011 Gasly debuttò in monoposto, correndo nella Formula 4 francese nella categoria da 1.6 litri. Concluse 3º dietro il suo futuro rivale in Eurocup Matthieu Vaxivière e ad Andrea Pizzitola, con sette podi, tra i quali spiccano le vittorie di Spa-Francorchamps, di Albi e di Le Castellet.
Gasly passò alla Formula Renault 2.0 nel 2012, guidando per R-ace GP. Concluse 10º con sei arrivi a punti, tra i quali vi sono podi a Spa e al Nürburgring. Partecipò anche a sei gare di Formula Renault 2.0 Northern European Cup con la stessa squadra, arrivando a podio al Nürburgring.
Nel 2013, Gasly si trasferì in Tech 1 Racing. Ottenne cinque podi, tra cui le vittorie a Mosca, all'Hungaroring e a Le Castellet. Arrivò con 11 punti di vantaggio su Oliver Rowland nel round finale di Barcellona e alla fine vinse il titolo dopo due arrivi al 3º e al 6º posto; gli ultimi risultati arrivarono dopo una collisione con Rowland, che di conseguenza ricevette un drive-through penalty.
Il pilota salì in Formula Renault 3.5 Series nel 2014, dove fu ingaggiato dall'Arden nell'ambito del Red Bull Junior Team, il programma per giovani piloti della Red Bull.

### GP2 Series

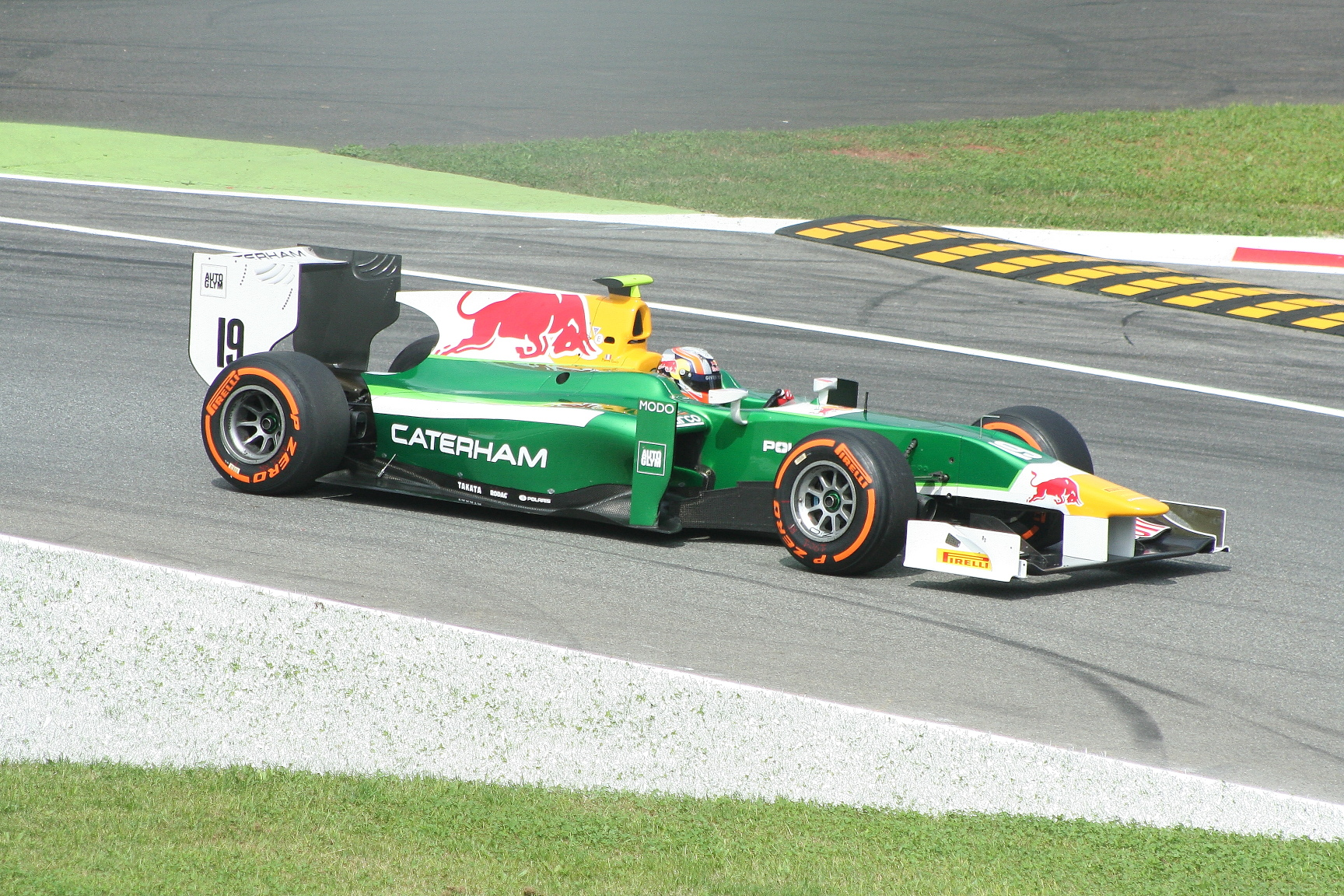
Gasly in GP2 nel 2014 con il team Caterham Racing.

Gasly fece il suo debutto in GP2 Series nel 2014 a Monza, in supporto al Gran Premio d'Italia, rimpiazzando il connazionale della Caterham Tom Dillmann, che ebbe degli impegni concomitanti e non poté partecipare alle gare di GP2 in quel weekend.
Per il 2015 fu ingaggiato dalla DAMS, al fianco di Alex Lynn. Grazie a tre pole position e quattro podi, finì la stagione all'ottavo posto con 110 punti.
Nel 2016 passò alla Prema Powerteam. Vinse 4 gare, ed il 27 novembre 2016 durante il Gran Premio di Abu Dhabi si laureò campione del mondo di GP2 Series 2016, con 8 punti di vantaggio sul compagno di squadra Antonio Giovinazzi.

### Formula E
Nel 2016-2017 partecipa in qualità di pilota sostitutivo, all'E-Prix di New York a bordo di una Spark-Renault Z.E. 16 del team Renault-E.dams ottenendo punti sia in gara uno che in gara due. Chiude la stagione al sedicesimo posto con diciotto punti ottenuti.

### Super Formula
Gasly partecipa al campionato 2017 di Super Formula con il team Nakajima. Ottiene ottimi risultati con due vittorie, una sul circuito di Motegi e l'altra sul circuito di Autopolis. Finisce secondo con solo mezzo punto di distacco, anche a causa dell'annullamento dell'ultima gara della stagione.

### Formula 1

#### I test con Toro Rosso e Red Bull (2015-2016)
Gasly debutta in Formula 1 nei test seguenti al Gran Premio di Spagna 2015, il 12 ed il 13 maggio. Nel primo giorno è al volante della Toro Rosso, mentre nel secondo guida una Red Bull. Anche nei test seguenti al Gran Premio d'Austria Gasly corre, al volante della Red Bull RB11. Il 30 settembre 2015 la Red Bull Racing lo nomina pilota di riserva.
Il 17 maggio 2016, durante i test seguenti al Gran Premio di Spagna, è al volante della Toro Rosso STR11.

#### Toro Rosso (2017-2018)

##### 2017

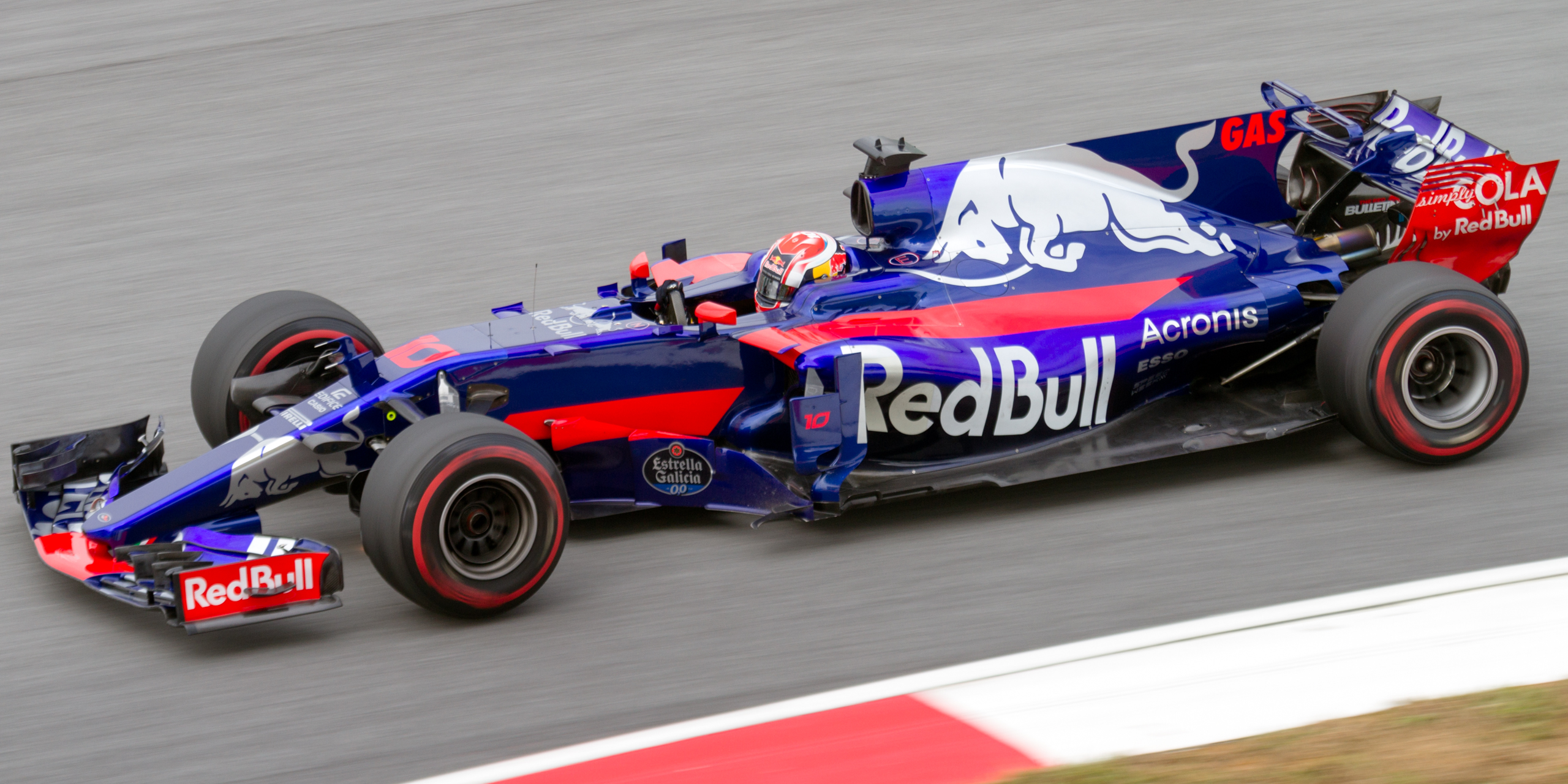
Gasly in Malesia nel 2017, con la Toro Rosso.

Esordisce in una gara di Formula 1 nel Gran Premio della Malesia 2017, sostituendo Daniil Kvjat fino al termine della stagione. Il pilota salta però il Gran Premio degli Stati Uniti, per poter partecipare alla gara finale (poi annullata) del campionato Super Formula, sostituito da Brendon Hartley. Il miglior risultato del francese in queste cinque gare è un 12º posto nel Gran Premio del Brasile
Il pilota viene riconfermato per la stagione 2018.

##### 2018

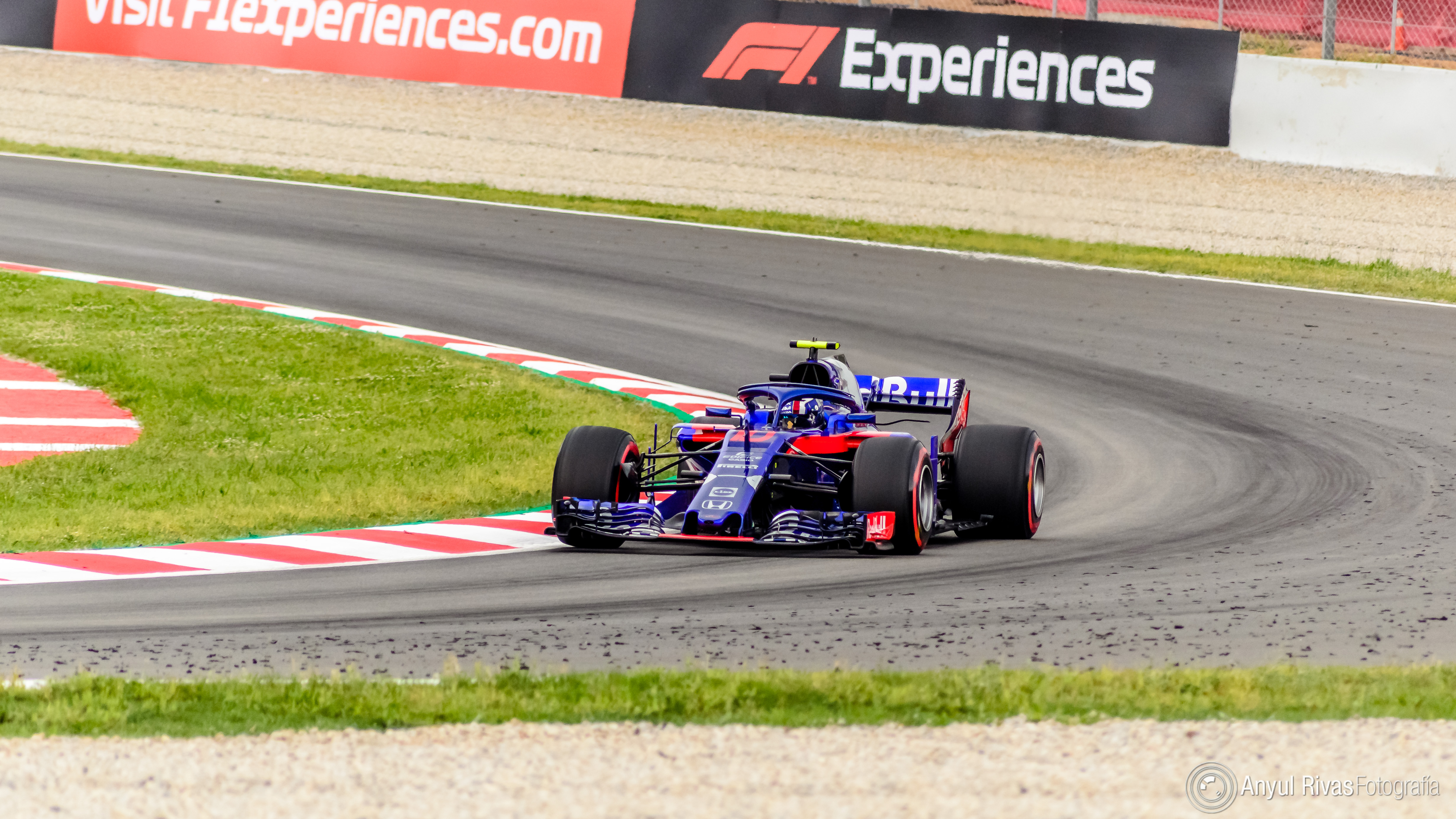
Pierre Gasly al Gran Premio di Spagna 2018.

Il campionato inizia negativamente per il francese, che si ritira in Australia per un problema al propulsore. La seconda gara, nel circuito di Sakhir in Bahrain, vede Pierre Gasly arrivare clamorosamente quarto grazie anche ai ritiri di Räikkönen, Ricciardo e Verstappen. Il pilota ottiene così il secondo miglior piazzamento della storia per la Toro Rosso fino a quel momento, "dietro" solamente alla vittoria di Sebastian Vettel nel Gran Premio d'Italia del 2008. Si tratta del miglior piazzamento in assoluto invece per la power unit Honda dal suo rientro in F1. Nel Gran Premio di Cina è protagonista di un incidente con il compagno di squadra Hartley.
Dopo una serie di gare chiuse fuori dalla zona punti, il Gran Premio di Monaco vede il pilota francese concludere la gara in settima posizione. In Canada, sul Circuito Gilles Villeneuve, Gasly termina vicino alla zona punti, 11º. Nel Gran Premio di casa è costretto al ritiro per via di un incidente al primo giro con Ocon. Dopo alcuni weekend di gara difficili il pilota francese torna a punti nel Gran Premio d'Ungheria, nel quale taglia il traguardo in sesta posizione. Arriva a punti anche in Belgio terminando nono. Dopo una serie di piazzamenti fuori dai primi dieci, torna a punti nel Gran Premio del Messico con il decimo posto. Termina la stagione al quindicesimo posto in classifica totalizzando 29 punti, 25 in più del compagno di squadra.

#### Parentesi in Red Bull e ritorno alla Toro Rosso e AlphaTauri (2019-2022)

##### 2019

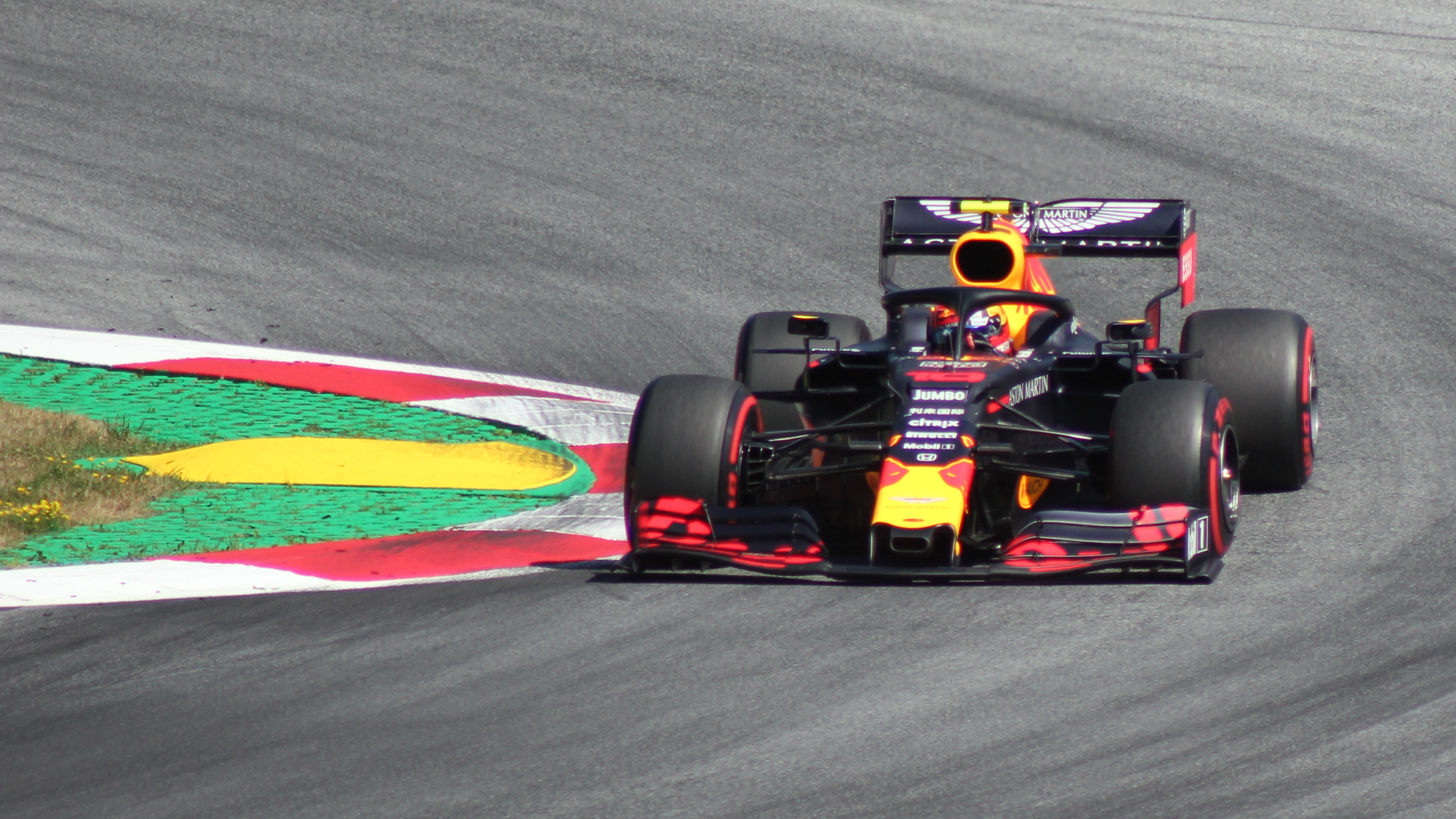
Gasly al volante della Red Bull nella prima metà del 2019.

Il 20 agosto 2018 viene confermato il suo passaggio alla Red Bull Racing nel 2019 in sostituzione di Daniel Ricciardo.
L'avvio di stagione è complesso per Gasly, che nelle prime gare finisce spesso doppiato dal compagno di squadra Max Verstappen. Nel Gran Premio del Canada batte per la prima volta Verstappen in qualifica, ma finisce dietro in gara. Il suo miglior risultato con la scuderia anglo-austriaca arriva nel Gran Premio di Gran Bretagna con un quarto posto. A metà stagione il pilota francese non ha ancora ottenuto podi, mentre ha siglato il giro più veloce nelle gare in Cina e a Monaco.
Appena un anno dopo averlo annunciato come pilota titolare, 12 agosto 2019 la Red Bull ne annuncia l'addio anticipato per la stagione 2019 e il suo ritorno in Toro Rosso, scambiandolo con il pilota Alexander Albon a partire dal Gran Premio del Belgio. Tornato in Toro Rosso, Gasly riesce a fare complessivamente meglio del nuovo compagno Daniil Kvjat, ottenendo cinque piazzamenti a punti. Nel rocambolesco Gran Premio del Brasile taglia il traguardo in seconda posizione, ottenendo il suo primo podio in Formula 1. Conclude la stagione al settimo posto nel campionato piloti con 95 punti.

##### 2020

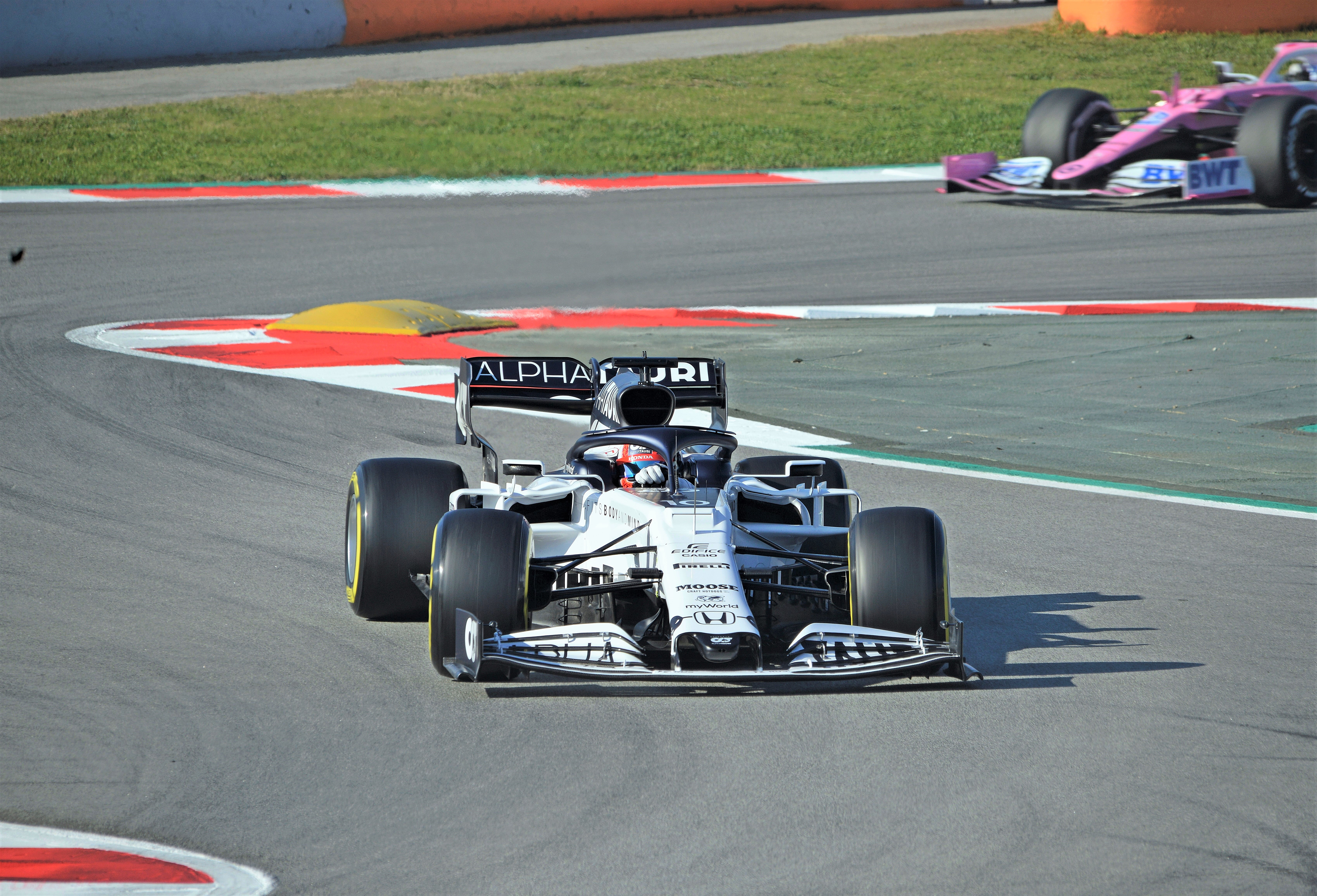
Gasly con l'AT01 ai test prestagionali a Barcellona.

Nella stagione seguente venne riconfermato insieme a Kvjat dal team italiano, che contestualmente cambiò il nome in Scuderia AlphaTauri. Il mondiale iniziò positivamente per il pilota transalpino che concluse quattro delle prime sette gare in zona punti, raccogliendo i migliori risultati in Austria e Gran Bretagna, in cui si classificò al settimo posto. Nel Gran Premio d'Italia trionfò in modo inaspettato; grazie ad un pit stop riuscì a superare diversi avversari, salendo al terzo posto dal decimo iniziale. Quando il leader della gara, Lewis Hamilton, entrò ai box per scontare una penalità e Lance Stroll, allora secondo, perse posizioni, Gasly prese il comando della gara, mantenendolo fino al termine e divenendo il primo pilota francese a vincere un Gran Premio dai tempi di Olivier Panis, quando conquistò il Gran Premio di Monaco nel 1996.
Nelle gare successive ottenne altri risultati utili, tra i quali spicca un quinto posto nel Gran Premio del Portogallo. Il francese chiuse la stagione al 10º posto con 75 punti, contro i 32 di Kvjat, venendo riconfermato per la stagione successiva.

##### 2021
Nella stagione 2021 accolse in scuderia il giapponese Yuki Tsunoda, al suo primo anno in Formula 1. Nella prima parte dell'annata fu protagonista di prove soddisfacenti: si classificò sesto al Gran Premio di Monaco, terzo nel circuito cittadino di Baku conquistando il podio, maturato dopo un'intensa battaglia con l'amico Charles Leclerc e Lando Norris e concluse alla quinta posizione nel Gran Premio di Ungheria, in cui, inoltre, fece segnare il giro più veloce. Nelle gare seguenti il pilota francese ottenne altri punti importanti, chiudendo quarto nel Gran Premio d'Olanda.

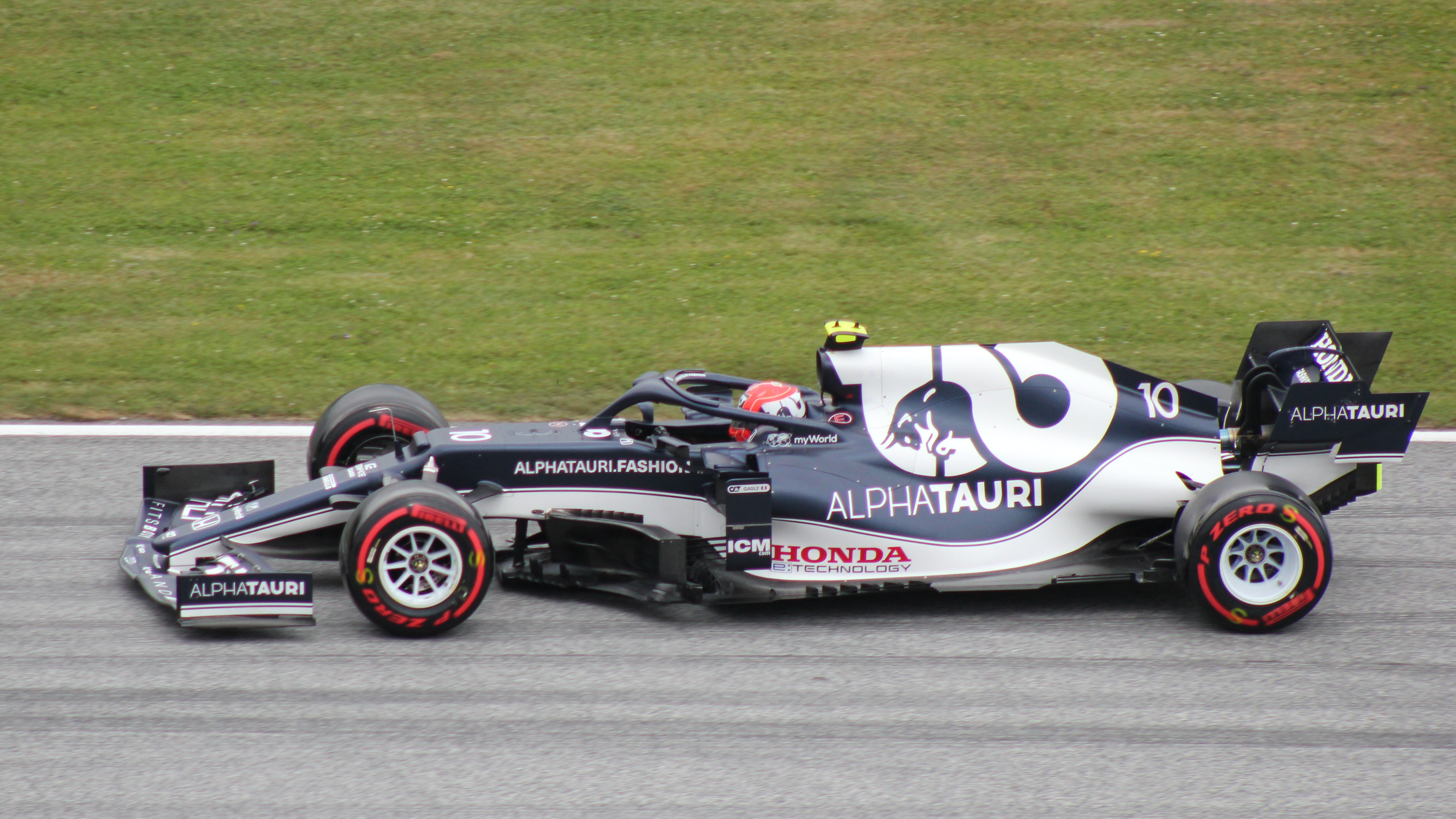
Il francese con la sua AT02 al Gran Premio d'Austria 2021.

Nel settembre seguente i due piloti vennero confermati dall'AlphaTauri anche per la stagione 2022. Nella seconda metà della stagione Gasly riuscì a ripetere i progressi compiuti inizialmente: a Città del Messico tagliò il traguardo in quarta posizione mentre nel Gran Premio di Turchia arrivò sesto a causa di una penalità inflittagli dopo un contatto con Fernando Alonso nelle fasi iniziali. In Qatar si qualificò alla quarta posizione, ma venne promosso in prima fila per la prima volta in carriera in seguito alle sanzioni comminate a Max Verstappen e Valtteri Bottas.
Con il sesto posto ottenuto nel Gran Premio dell'Arabia Saudita, raggiunse per la prima volta in Formula 1 quota cento punti in stagione. Nell'ultima gara, ad Abu Dhabi, venne battuto per la prima volta in stagione da Tsunoda nelle qualifiche. Tuttavia, in gara salì fino alla quinta posizione finale, chiudendo sotto il giapponese. Terminò il mondiale al nono posto con 110 punti.

##### 2022

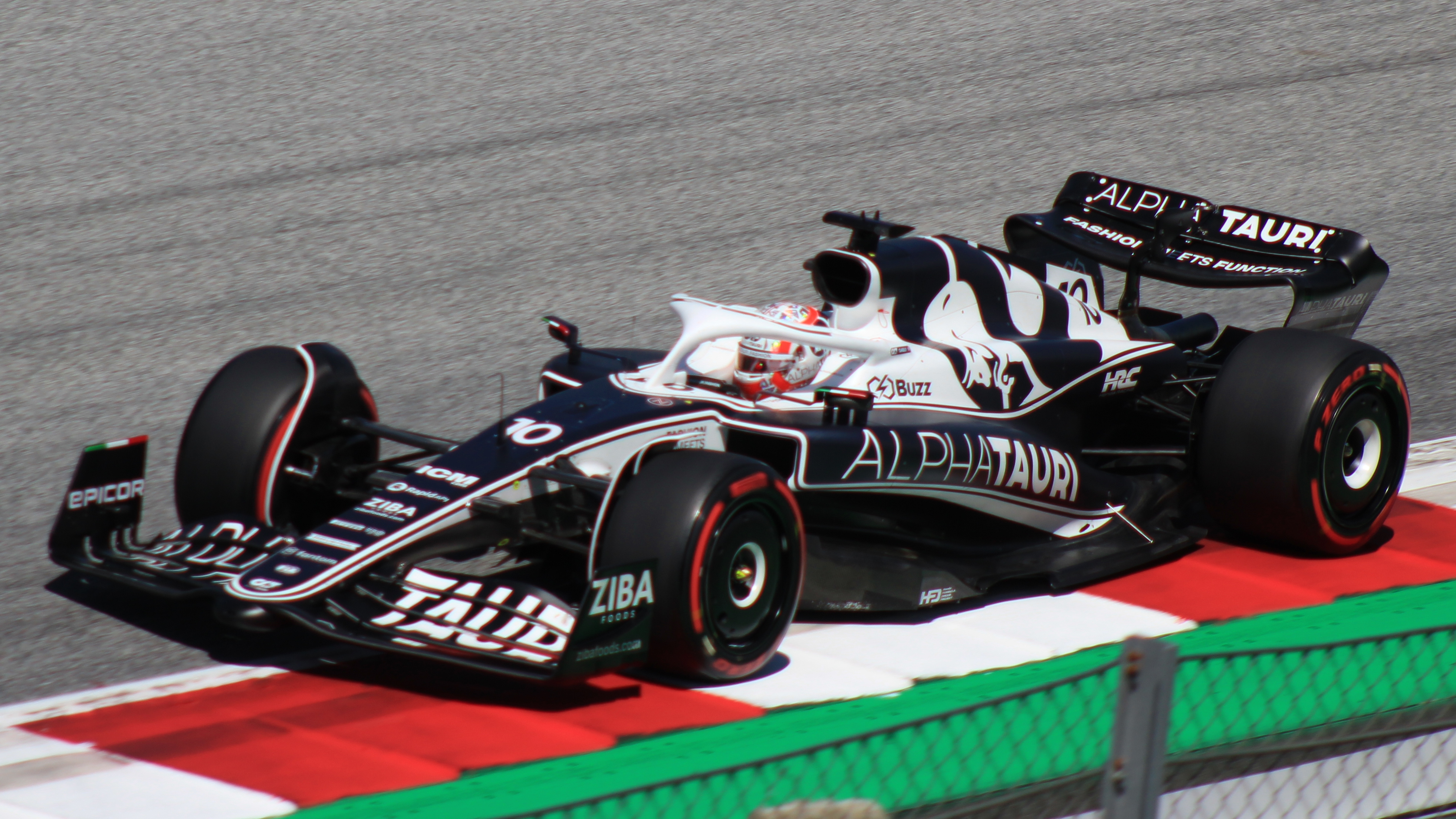
Gasly durante il Gran Premio d'Austria nel 2022.

Confermato in AlphaTauri, conquista i primi punti della stagione nei Gran Premi d'Arabia Saudita e Australia, che termina rispettivamente in ottava e nona posizione. Tuttavia, tra la scarsa competitività della monoposto e sfortunati incidenti, nelle gare seguenti non riesce a raggiungere la zona punti, venendo superato in classifica dal compagno Tsunoda. La serie negativa s'interrompe momentaneamente nel Gran Premio d'Azerbaigian, che il pilota transalpino conclude al quinto posto, facendo registrare il miglior piazzamento stagionale per sé stesso e per la scuderia. Dopo esser stato confermato anche per l'annata successiva, è protagonista di altre prestazioni deludenti, macchiate, peraltro, da una collisione con il giapponese nel Gran Premio di Gran Bretagna. Ritorna a macinare punti in Belgio, in cui si classifica nono dopo esser scattato dalla pit lane a causa di un problema elettronico, in Italia e a Singapore, dove mantiene a lungo la settima posizione, salvo poi scivolare al decimo posto in seguito ad un errore strategico.
Nell'ottobre seguente viene annunciato il suo passaggio in Alpine a partire dal 2023. Nel Gran Premio del Giappone critica l'impiego di un trattore in pista, utilizzato per rimuovere la monoposto di Carlos Sainz Jr. in condizioni di bagnato e scarsa visibilità, definendo l'accaduto come irrispettoso nei confronti di Jules Bianchi, scomparso nelle medesime circostanze nel 2014. Dopo aver ricevuto una sanzione per eccesso di velocità durante la bandiera rossa, viene retrocesso all'ultimo posto. Il pilota francese ottiene altre due penalità nei due eventi successivi collezionando 10 punti di penalità su il massimo di 12. Gasly chiude una stagione difficile al 14º posto in classifica generale, con 23 punti.

#### Alpine (2023-presente)

##### 2023

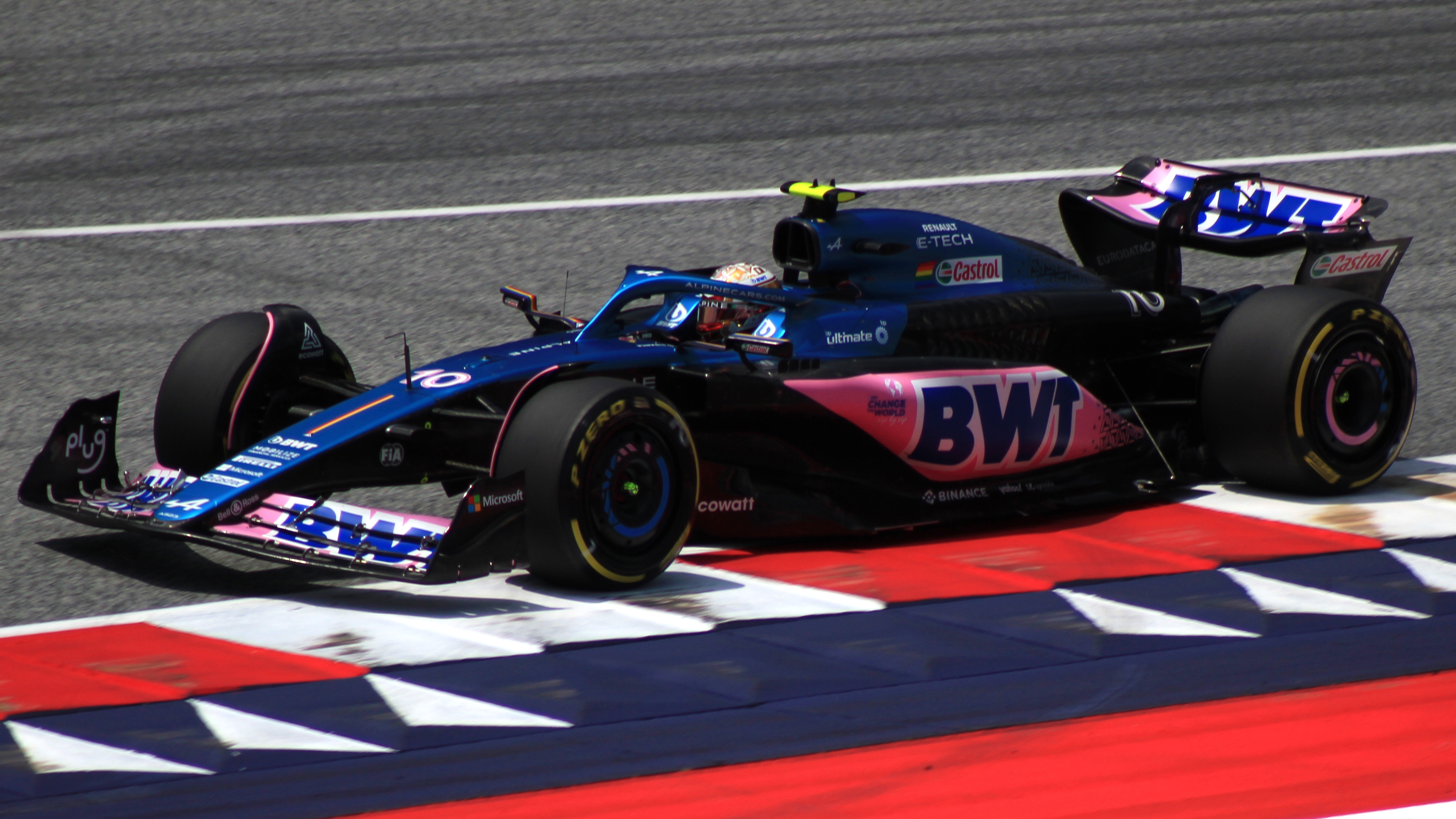
Gasly con l'Alpine nel 2023.

Per la stagione 2023 Gasly passa al team Alpine dove trova il connazionale Esteban Ocon come compagno di squadra. Dopo due noni posti, nel Gran Premio d'Australia è coinvolto in un incidente proprio con il compagno di team negli ultimi giri della corsa. Male va invece nel weekend in Azerbaijan dove finisce 13º nella Sprint e 14° in gara. Torna a punti a Miami dove arriva 8º. Si migliora con un settimo posto nel gran premio di Monaco. Dopo un decimo posto in Spagna, Pierre ottiene un deludente 12º posto in Canada. Torna a punti nel Gran Premio d'Austria, con un 10º posto. La sua stagione continua con due ritiri consecutivi nei Gran Premi di Gran Bretagna e di Ungheria.
Ottiene la sua prima top 3 con il team nella sprint del Gran Premio del Belgio dopo un undercut che lo porta in terza posizione, difesa per tutti gli altri giri. In gara invece arriva solo 11º dopo essere partito 12. Al rientro dalla pausa estiva, ottiene il suo quarto podio in carriera con un terzo posto al Gran Premio d'Olanda, recuperando ben nove posizioni dalla griglia di partenza grazie a buone scelte strategiche in condizioni di maltempo. Nel finale di stagione il francese non ottiene ulteriori podi, ma riesce comunque ad ottenere diversi punti, arrivando sesto sia a Singapore sia ad Austin. Conclude la stagione all'undicesimo posto in classifica con 62 punti, 4 in più rispetto al compagno di squadra Ocon.

##### 2024

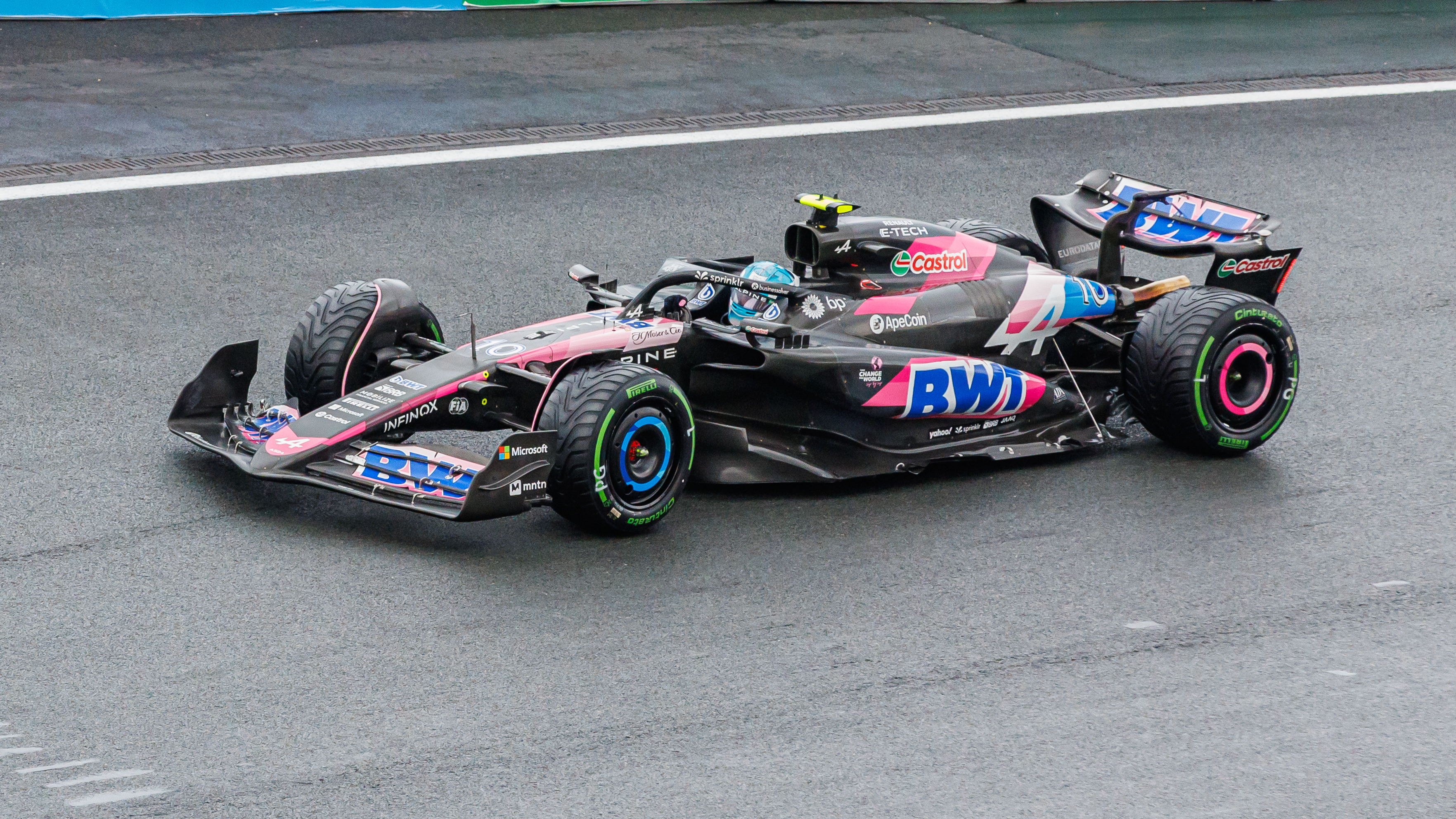
Gasly al Gran Premio d'Olanda 2024, chiuso in nona posizione.

Nella stagione 2024, l'Alpine risulta inizialmente poco competitiva con i due piloti francesi spesso costretti a lottare per le posizioni di coda nei primi sette appuntamenti, dove non raccolgono nessun punto. Al Gran Premio di Monaco, i due compagni di squadra sono coinvolti in un incidente nel corso del primo giro ma viene sventolata bandiera rossa: Ocon ne ha la peggio e si ritira, mentre Gasly riesce a proseguire chiudendo in decima posizione, conquistando il primo punto stagionale. Migliora il suo risultato nei due successivi appuntamenti in Canada ed in Spagna, dove taglia il traguardo in nona posizione.
Il 27 giugno seguente, viene annunciato il rinnovo di Gasly con la scuderia francese, con un contratto pluriennale.
Continua il suo ottimo momento di forma anche in Austria, dove trova la zona punti in decima posizione. Al rientro dalla pausa estiva, va a punti in Olanda chiudendo la gara in nona posizione. Nelle successive quattro gare manca l'appuntamento con i punti, che ritrova in Messico tagliando il traguardo decimo. Al Gran Premio di San Paolo va a punti al sabato nella gara Sprint chiudendo settimo, e alla domenica in una gara influenzata dalle condizioni meteorologiche di forte pioggia ed aiutato anche da una bandiera rossa, riesce a chiudere la gara in terza posizione dietro al compagno di squadra, grazie al quale la scuderia fa un notevole balzo in avanti in classifica, e a Verstappen, cogliendo il suo quinto podio in carriera. A Las Vegas è autore di una straordinaria qualifica che lo vede terzo in griglia, dovendosi però ritirare in gara a causa di un problema al motore. In Qatar chiude al quinto posto in gara e ad Abu Dhabi riesce a chiudere in settima posizione, riuscendo a chiudere la stagione senza causare nessun danno alla propria vettura. Gli ottimi risultati sul finire della stagione gli permettono di chiudere al decimo posto in Classifica Piloti con 42 punti ottenuti e alla scuderia francese di terminare sesta.

## Risultati sportivi

### Riepilogo
| Anno      | Serie                       | Team                  | Gare         | Vittorie     | Pole         | Gpv          | Podi         | Punti        | Pos.         |
| --------- | --------------------------- | --------------------- | ------------ | ------------ | ------------ | ------------ | ------------ | ------------ | ------------ |
| 2011      | Formula 4 francese          | Autosport Academy     | 14           | 4            | 2            | 1            | 7            | 104          | 3º           |
| 2012      | Eurocup Formula Renault 2.0 | R-ace GP              | 14           | 0            | 1            | 0            | 2            | 32           | 10º          |
| 2012      | Formula Renault 2.0 NEC     | R-ace GP              | 7            | 0            | 0            | 0            | 1            | 78           | 23º          |
| 2013      | Eurocup Formula Renault 2.0 | Tech 1 Racing         | 14           | 3            | 4            | 2            | 8            | 195          | 1º           |
| 2013      | Formula Renault 2.0 Alps    | Tech 1 Racing         | 6            | 0            | 0            | 0            | 3            | 72           | 6º           |
| 2014      | Formula Renault 3.5 Series  | Arden                 | 17           | 0            | 1            | 2            | 8            | 192          | 2º           |
| 2014      | GP2 Series                  | Caterham Racing       | 6            | 0            | 0            | 0            | 0            | 0            | 29º          |
| 2015      | Formula 1                   | Red Bull              | Terzo pilota | Terzo pilota | Terzo pilota | Terzo pilota | Terzo pilota | Terzo pilota | Terzo pilota |
| 2015      | GP2 Series                  | DAMS                  | 21           | 0            | 3            | 1            | 4            | 110          | 8º           |
| 2016      | Formula 1                   | Red Bull              | Terzo pilota | Terzo pilota | Terzo pilota | Terzo pilota | Terzo pilota | Terzo pilota | Terzo pilota |
| 2016      | GP2 Series                  | Prema Racing          | 22           | 4            | 5            | 4            | 9            | 219          | 1º           |
| 2016-2017 | Formula E                   | Renault e.dams        | 2            | 0            | 0            | 0            | 0            | 18           | 16º          |
| 2017      | Super Formula               | Team Mugen            | 7            | 2            | 0            | 0            | 3            | 33           | 2º           |
| 2017      | Formula 1                   | Toro Rosso            | 5            | 0            | 0            | 0            | 0            | 0            | 21º          |
| 2018      | Formula 1                   | Toro Rosso            | 21           | 0            | 0            | 0            | 0            | 29           | 15º          |
| 2019      | Formula 1                   | Red Bull / Toro Rosso | 21           | 0            | 0            | 2            | 1            | 95           | 7º           |
| 2020      | Formula 1                   | AlphaTauri            | 17           | 1            | 0            | 0            | 1            | 75           | 10º          |
| 2021      | Formula 1                   | AlphaTauri            | 22           | 0            | 0            | 1            | 1            | 110          | 9º           |
| 2022      | Formula 1                   | AlphaTauri            | 22           | 0            | 0            | 0            | 0            | 23           | 14º          |
| 2023      | Formula 1                   | Alpine                | 22           | 0            | 0            | 0            | 1            | 62           | 11º          |
| 2024      | Formula 1                   | Alpine                | 23           | 0            | 0            | 0            | 1            | 42           | 10º          |
| 2025      | Formula 1                   | Alpine                | 14           | 0            | 0            | 0            | 0            | 20*          |              |

### Risultati in Formula Renault 3.5 Series
(legenda) (Le gare in grassetto indicano la pole position) (Gare in corsivo indicano Gpv)
| Anno | Team  | 1       | 2       | 3       | 4     | 5       | 6       | 7       | 8        | 9     | 10       | 11      | 12      | 13      | 14      | 15    | 16      | 17      | Punti | Pos. |
| ---- | ----- | ------- | ------- | ------- | ----- | ------- | ------- | ------- | -------- | ----- | -------- | ------- | ------- | ------- | ------- | ----- | ------- | ------- | ----- | ---- |
| 2014 | Arden | MNZ 1 3 | MNZ 2 5 | ALC 1 9 | ALC 2 | MON 1 7 | SPA 1 2 | SPA 2 4 | MSC 1 18 | MSC 2 | NÜR 1 20 | NÜR 2 8 | HUN 1 2 | HUN 2 3 | LEC 1 2 | LEC 2 | JER 1 6 | JER 2 4 | 192   | 2º   |

### Risultati in GP2
(legenda) (Le gare in grassetto indicano la pole position) (Gare in corsivo indicano Gpv)
| Anno | Team            | 1           | 2          | 3          | 4          | 5           | 6          | 7           | 8         | 9         | 10        | 11        | 12        | 13          | 14          | 15          | 16         | 17         | 18          | 19         | 20         | 21         | 22            | Punti | Pos. |
| ---- | --------------- | ----------- | ---------- | ---------- | ---------- | ----------- | ---------- | ----------- | --------- | --------- | --------- | --------- | --------- | ----------- | ----------- | ----------- | ---------- | ---------- | ----------- | ---------- | ---------- | ---------- | ------------- | ----- | ---- |
| 2014 | Caterham Racing | BHR FEA     | BHR SPR    | ESP FEA    | ESP SPR    | MON FEA     | MON SPR    | AUT FEA     | AUT SPR   | GBR FEA   | GBR SPR   | GER FEA   | GER SPR   | HUN FEA     | HUN SPR     | BEL FEA     | BEL SPR    | ITA FEA 17 | ITA SPR Rit | RUS FEA 11 | RUS SPR 11 | ABU FEA 21 | ABU SPR 18    | 0     | 29º  |
| 2015 | DAMS            | BHR FEA Rit | BHR SPR 22 | ESP FEA 7  | ESP SPR 3  | MON FEA 14  | MON SPR 10 | AUT FEA 13  | AUT SPR 6 | GBR FEA 4 | GBR SPR 3 | HUN FEA 2 | HUN SPR 8 | BEL FEA 19  | BEL SPR Rit | ITA FEA Rit | ITA SPR 12 | RUS FEA 2  | RUS SPR 5   | BHR FEA 6  | BHR SPR 7  | ABU FEA 5  | ABU SPR canc. | 110   | 8º   |
| 2016 | Prema Racing    | CAT FEA 3   | CAT SPR 2  | MON FEA 15 | MON SPR 13 | BAK FEA Ret | BAK SPR 2  | RBR FEA Ret | RBR SPR 7 | SIL FEA 1 | SIL SPR 7 | HUN FEA 1 | HUN SPR 7 | HOC FEA DSQ | HOC SPR 6   | SPA FEA 1   | SPA SPR 4  | MNZ FEA 4  | MNZ SPR 2   | SEP FEA 11 | SEP SPR 3  | YMC FEA 1  | YMC SPR 9     | 219   | 1º   |

† Il pilota non ha concluso la gara, ma è stato classificato per aver coperto almeno il 90% della distanza.

### Risultati in Super Formula
| Year | Entrant    | 1      | 2      | 3     | 4     | 5     | 6     | 7     | 8         | 9         | Punti | Pos. |
| ---- | ---------- | ------ | ------ | ----- | ----- | ----- | ----- | ----- | --------- | --------- | ----- | ---- |
| 2017 | Team Mugen | SUZ 10 | OKA 19 | OKA 7 | FUJ 5 | MOT 1 | AUT 1 | SUG 2 | SUZ canc. | SUZ canc. | 33    | 2º   |

### Risultati in Formula E
| Anno    | Team           | Vettura               | 1   | 2   | 3   | 4   | 5   | 6   | 7   | 8   | 9     | 10    | 11  | 12  | Punti | Pos. |
| ------- | -------------- | --------------------- | --- | --- | --- | --- | --- | --- | --- | --- | ----- | ----- | --- | --- | ----- | ---- |
| 2016-17 | Renault-e.dams | Spark-Renault Z.E. 16 | HKG | MAR | BNA | MEX | MON | PAR | BER | BER | NYC 7 | NYC 4 | MTR | MTR | 18    | 16º  |

### Risultati in Formula 1
| 2017 | Scuderia   | Vettura |  |  |  |  |  |  |  |  |  |  |  |  |  |  |    |    |  |    |    |    |  |  |  |  | Punti | Pos. |
| ---- | ---------- | ------- |  |  |  |  |  |  |  |  |  |  |  |  |  |  | -- | -- |  | -- | -- | -- |  |  |  |  | ----- | ---- |
| 2017 | Toro Rosso | STR12   |  |  |  |  |  |  |  |  |  |  |  |  |  |  | 14 | 13 |  | 13 | 12 | 16 |  |  |  |  | 0     | 21º  |

| 2018 | Scuderia   | Vettura |     |   |    |    |     |   |    |     |    |    |    |   |   |    |    |     |    |    |    |    |     |  |  |  | Punti | Pos. |
| ---- | ---------- | ------- | --- | - | -- | -- | --- | - | -- | --- | -- | -- | -- | - | - | -- | -- | --- | -- | -- | -- | -- | --- |  |  |  | ----- | ---- |
| 2018 | Toro Rosso | STR13   | Rit | 4 | 18 | 12 | Rit | 7 | 11 | Rit | 11 | 13 | 14 | 6 | 9 | 14 | 13 | Rit | 11 | 12 | 10 | 13 | Rit |  |  |  | 29    | 15º  |

| 2019 | Scuderia            | Vettura    |    |   |   |     |   |   |   |    |   |   |    |   |   |    |   |    |   |   |    |   |    |  |  |  | Punti | Pos. |
| ---- | ------------------- | ---------- | -- | - | - | --- | - | - | - | -- | - | - | -- | - | - | -- | - | -- | - | - | -- | - | -- |  |  |  | ----- | ---- |
| 2019 | Red Bull/Toro Rosso | RB15/STR14 | 11 | 8 | 6 | Rit | 6 | 5 | 8 | 10 | 7 | 4 | 14 | 6 | 9 | 11 | 8 | 14 | 7 | 9 | 16 | 2 | 18 |  |  |  | 95    | 7º   |

| 2020 | Scuderia   | Vettura |   |    |     |   |    |   |   |   |     |   |   |   |     |    |   |    |   |  |  |  |  |  |  |  | Punti | Pos. |
| ---- | ---------- | ------- | - | -- | --- | - | -- | - | - | - | --- | - | - | - | --- | -- | - | -- | - |  |  |  |  |  |  |  | ----- | ---- |
| 2020 | AlphaTauri | AT01    | 7 | 15 | Rit | 7 | 11 | 9 | 8 | 1 | Rit | 9 | 6 | 5 | Rit | 13 | 6 | 11 | 8 |  |  |  |  |  |  |  | 75    | 10º  |

| 2021 | Scuderia   | Vettura |    |   |    |    |   |   |   |     |   |    |   |    |   |     |    |   |     |   |   |    |   |   |  |  | Punti | Pos. |
| ---- | ---------- | ------- | -- | - | -- | -- | - | - | - | --- | - | -- | - | -- | - | --- | -- | - | --- | - | - | -- | - | - |  |  | ----- | ---- |
| 2021 | AlphaTauri | AT02    | 17 | 7 | 10 | 10 | 6 | 3 | 7 | Rit | 9 | 11 | 5 | 6‡ | 4 | Rit | 13 | 6 | Rit | 4 | 7 | 11 | 6 | 5 |  |  | 110   | 9º   |

| 2022 | Scuderia   | Vettura |     |   |   |    |     |    |    |   |    |     |    |    |    |   |    |   |    |    |    |    |    |    |  |  | Punti | Pos. |
| ---- | ---------- | ------- | --- | - | - | -- | --- | -- | -- | - | -- | --- | -- | -- | -- | - | -- | - | -- | -- | -- | -- | -- | -- |  |  | ----- | ---- |
| 2022 | AlphaTauri | AT03    | Rit | 8 | 9 | 12 | Rit | 13 | 11 | 5 | 14 | Rit | 15 | 12 | 13 | 9 | 11 | 8 | 10 | 18 | 14 | 11 | 14 | 14 |  |  | 23    | 14º  |

| 2023 | Scuderia | Vettura |   |   |    |    |   |   |    |    |    |    |     |     |   |    |   |    |    |    |    |   |    |    |  |  | Punti | Pos. |
| ---- | -------- | ------- | - | - | -- | -- | - | - | -- | -- | -- | -- | --- | --- | - | -- | - | -- | -- | -- | -- | - | -- | -- |  |  | ----- | ---- |
| 2023 | Alpine   | A523    | 9 | 9 | 13 | 14 | 8 | 7 | 10 | 12 | 10 | 18 | Rit | 113 | 3 | 15 | 6 | 10 | 12 | 67 | 11 | 7 | 11 | 13 |  |  | 62    | 11º  |

| 2024 | Scuderia | Vettura |    |     |    |    |    |    |    |    |   |   |    |    |     |    |   |    |    |    |    |    |    |     |   |   | Punti | Pos. |
| ---- | -------- | ------- | -- | --- | -- | -- | -- | -- | -- | -- | - | - | -- | -- | --- | -- | - | -- | -- | -- | -- | -- | -- | --- | - | - | ----- | ---- |
| 2024 | Alpine   | A524    | 18 | Rit | 13 | 16 | 13 | 12 | 16 | 10 | 9 | 9 | 10 | NP | Rit | 13 | 9 | 15 | 12 | 17 | 12 | 10 | 37 | Rit | 5 | 7 | 42    | 10º  |

| 2025 | Scuderia | Vettura |    |    |    |   |     |     |    |     |   |    |    |   |    |    |  |  |  |  |  |  |  |  |  |  | Punti | Pos. |
| ---- | -------- | ------- | -- | -- | -- | - | --- | --- | -- | --- | - | -- | -- | - | -- | -- |  |  |  |  |  |  |  |  |  |  | ----- | ---- |
| 2025 | Alpine   | A525    | 11 | SQ | 13 | 7 | Rit | 138 | 13 | Rit | 8 | 15 | 13 | 6 | 10 | 19 |  |  |  |  |  |  |  |  |  |  | 20    |      |

| Legenda | 1º posto     | 2º posto | 3º posto    | A punti         | Senza punti/Non class.  | Grassetto – Pole position Corsivo – Giro più veloce Apice – Risultato Sprint (A punti) |
| Legenda | Squalificato | Ritirato | Non partito | Non qualificato | Solo prove/Terzo pilota | Grassetto – Pole position Corsivo – Giro più veloce Apice – Risultato Sprint (A punti) |

‡ Metà punti assegnati dopo il completamento di meno del 75% della distanza di gara.